# Батуринська міська територіальна громада
Батуринська міська громада — територіальна громада в Україні, в Ніжинському районі Чернігівської області. Адміністративний центр — місто Батурин.
Площа громади — 205,69 км², населення — 4155 мешканців (2018).
Утворена 7 липня 2016 року шляхом об'єднання Батуринської міської ради та Городищенської, Матіївської сільських рад Бахмацького району.
12 червня 2020 року Батуринська міська громада утворена у складі Батуринської міської, Городищенської, Красненської, Матіївської, Митченківської, Обмачівської та Пальчиківської сільських рад Бахмацького району.

## Населені пункти
До складу громади входять 1 місто (Батурин), 21 село: Бондарі, Вербівка, Веселе, Веселівка, Городище, Карпенкове, Красне, Лісова Поляна, Матіївка, Митченки, Мости, Нове Полісся, Обірки, Обмачів, Осіч, Пальчики, Пирогівка, Слобідка, Тасуїв, Часниківка, Шумин та 5 селищ: Голубів, Каціри, Лопатин, Прохори, Шумейкине.